# ヴィレッジミュージック
株式会社ヴィレッジ ミュージック（Village Music Inc.）は、過去に存在した芸能事務所でレコードレーベル。ソニー・ミュージックエンタテインメント傘下のソニー・ミュージックアーティスツ（以下SMA）の子会社（持株100%）の一つであった。
主にジャズ・フュージョンのアーティストのマネージメント及びCDやDVDの制作・発売をしていた。また音楽スクールのアーティスツ・ヴィレッジ及びヴォーカリスツ・ヴィレッジも運営していた。
2002年にはプロデューサーの伊藤八十八の下、サブ・レーベルEighty-Eightsを発足、ハンク・ジョーンズの晩年の作品などを手掛けていた。
2006年4月1日に株式会社ヴィレッジ・エーと株式会社ヴィレッジ・レコードは合併し、株式会社ヴィレッジ ミュージックに社名を変更。
2011年4月、SMAが株式会社ヴィレッジミュージックを吸収合併し法人としては消滅している。その後、SMAの内部部署としてヴィレッジレコードレーベルの管理等が行われている。所属アーティストのうち、T-SQUAREは2014年11月にT-SQUARE Music Entertainmentに移籍。

## 所属していたアーティスト
- T-SQUARE
- 伊沢麻未
- GENERAL HEAD MOUNTAIN
- 朝水彼方
- Vitarise（ビタライズ）

## 参考
- “Village Music 会社案内”.   ソニー・ミュージックアーティスツ. 2019年7月20日時点のオリジナルよりアーカイブ。2009年4月30日閲覧。
- “Sony Music Group Company Site - グループ情報”. 2023年2月15日閲覧。